# أمينلو
أمينلو هي قرية في مقاطعة نقدة، إيران. عدد سكان هذه القرية هو 99 في سنة 2006.